# Prascy męczennicy
Prascy męczennicy – grupa czternastu męczenników franciszkańskich, którzy ponieśli śmierć za wiarę w Pradze 15 lutego 1611.

## Geneza męczeństwa

### Czechy za cesarza Rudolfa II
Rudolf Habsburg był cesarzem i królem czeskim w latach 1576–1611. Był również arcyksięciem Austrii i zarządzał Śląskiem. Na tron wstąpił po śmierci swojego ojca Maksymiliana Habsburga. Spory z członkami rodziny, przede wszystkim z bratem Maciejem Habsburgiem, wpłynęły na decyzję przeniesienia się wraz z dworem do Pragi w 1583. Cesarz nigdy się nie ożenił. Krewni dążyli do pozbawieni go władzy. Na kilka lat przed wydarzeniami praskimi zadecydowano, iż jego tron przejmie brat Maciej.
W okresie tym cesarstwem targały tumulty religijne. Gdy w 1607 doszło, w Donauwörth w Bawarii, do napadu protestanckich mieszczan na katolików podczas procesji Bożego Ciała i profanacji, cesarz Rudolf wydał na miasto dekret o banicji. Jego wykonawcą został Maksymilian I Wittelsbach, władca Bawarii. W ciągu dwudziestu lat jezuici zrekatolicyzowali miasto. Z kolei w 1609 cesarz wydał List majestatyczny, w którym zatwierdził tzw. konfesję czeską, właściwie oddającą w ręce protestanckie Uniwersytet Praski oraz zapewniającą szereg praw defensorom, czyli rzecznikom społeczności protestanckiej.
Katolicka szlachta i duchowni dążyli jednak do odzyskania wpływów w Czechach i na terenach znajdujących się pod bezpośrednim zwierzchnictwem Rudolfa. W 1611 do Czech wkroczyły wojska biskupa Leopolda z Pasawy. Krok ten zaskoczył nawet katolików czeskich i rezydującego w Pradze nuncjusza. Maruderzy ograbili w Pradze szereg świątyń, zarówno katolickich jak i protestanckich. Nie przekroczyli jednak Wełtawy i nie zdobyli Starego i Nowego Miasta. Problemy finansowe zmusiły biskupa Pasawy do wycofania swoich wojsk.

### Wydarzenia 15 lutego 1611[2]
Armii pasawskiego biskupa przeciwstawiło się czeskie wojsko zaciężne. Czesi uniemożliwili zdobycie stolicy i doprowadzili do rozproszenia wojsk niemieckich. Za najazd nie odpowiadali w żaden sposób lokalni katolicy. Rozpowszechniano jednak kłamliwe opinie, oskarżające m.in. klasztory, które jakoby miały udzielać gościny najeźdźcom i zaopatrywać ich w broń. Przeciwko klasztorom w Pradze obrócili się, ściągający do stolicy, wieśniacy i mieszkańcy miasteczek. Najpierw zamordowano dwóch augustianów. W obronie franciszkanów z Kościoła św. Jakuba stanęli rzeźnicy z siekierami w ręku, chociaż byli luteranami. Jezuitów obroniły oddziały zaciężnego wojska czeskiego.
We wtorek, 15 lutego 1611, wikariusz klasztoru franciszkańskiego przy kościele Matki Bożej Śnieżnej, Fryderyk Bachstein zakazał zakonnikom opuszczać klasztor. Około 11:00 klasztor i kościół zostały otoczone przez grupę ok. 700 napastników. Ich przywódcą był, pochodzący z Berouna, awanturnik Matouš Hovorčovský. Uzbrojeni wtargnęli do świątyni, której brama pozostawała otwarta od wczesnych godzin rannych. Najpierw zamordowano dwóch kapłanów i brata laika. Pochodzący z Hiszpanii o. Jan Martínez zginął podczas próby ukrycia cyborium z Najświętszym Sakramentem. Hostie zostały sprofanowane. Drugi kapłan, Włoch o. Bartłomiej Dalmasoni, został zaatakowany, gdy wychodził z konfesjonału w kaplicy św. Michała (obecnie Najświętszej Maryi Panny). Następnie zabito zakrystiana, również Włocha, Jana Rode, który szukał schronienia w depozycie obok zakrystii.

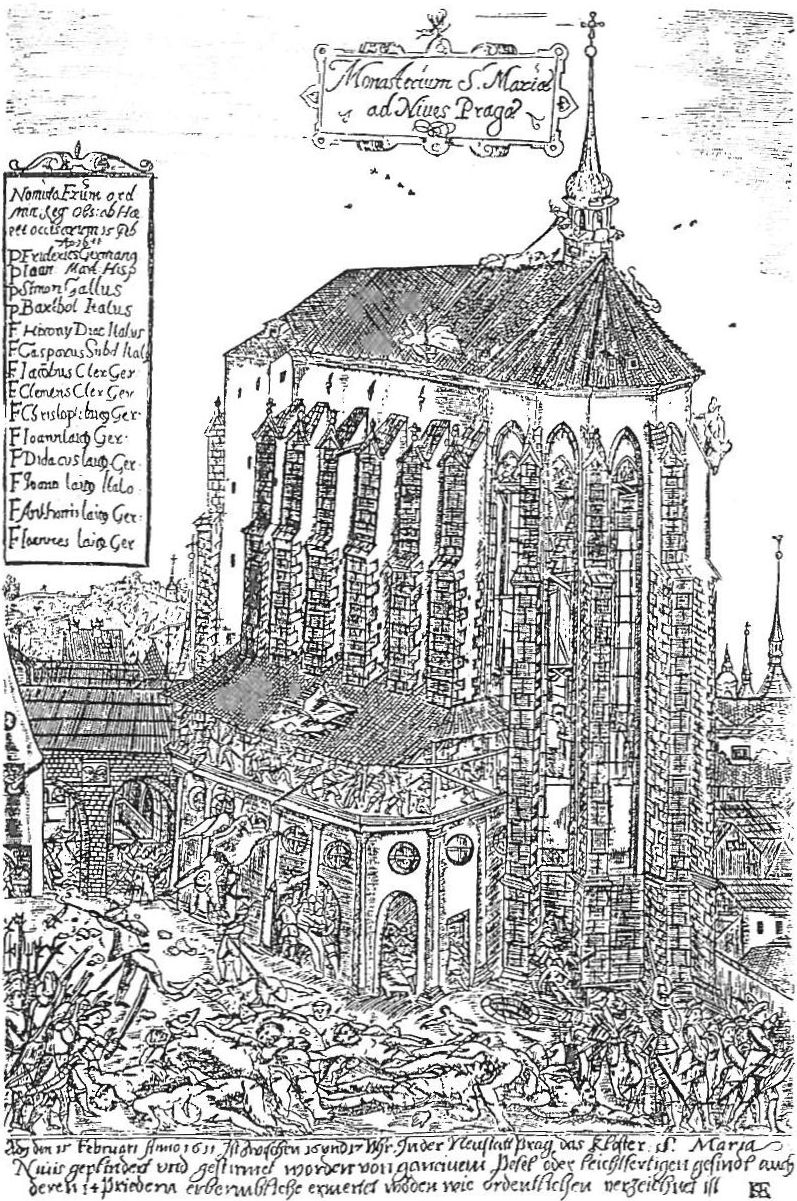
Mord na praskich franciszkanach, rycina z XVIII w.

Napastnicy, którzy chcieli wedrzeć się na teren klasztoru, zastali zamkniętą bramę, która wytrzymała godzinę zanim zdołano ją wyłamać. W klasztorze schwytano czterech zakonników. Pierwszym był kucharz, brat Krzysztof, pochodzący z Holandii. Jako drugi został pojmany brat o profesji czasowej Klemens ze Szwabii, który przygotowywał stoły w refektarzu. Na drugim piętrze zabito diakona Hieronima z Mediolanu, który z otwartymi ramionami modlił się przed ołtarzem Matki Bożej. W końcu napastnicy znaleźli leżącego w łóżku w infirmerii Francuza o. Szymona. Na poddaszu kościoła ukrywał się wikary konwentu o. Bedřich Bachstein (pol. Fryderyk), zastępujący nieobecnego gwardiana Belga, Idziego Smouda. Bedřich został zabity wraz z kucharzem, br. Emanuelem i dwoma nowicjuszami Janem i Antonim. Ci czterej męczennicy pochodzili z Czech. Ich ciała zrzucono przez otwór w suficie na środek kościoła. Ostatnim miejscem, gdzie szukali schronienia prascy franciszkanie, była wieża kościelna. Ukrywali się w niej trzej bracia: subdiakon z Włoch Kasper Daverio, kleryk Jakub z Augsburga i Jan Dydak niewiadomego pochodzenia. Wszystkich trzech zabito, a ich ciała zrzucono po stromym dachu na dziedziniec klasztorny, gdzie jeszcze przebito je włóczniami.
Napastnicy ograbili klasztor. Nie oszczędzono naczyń i szat liturgicznych. Rozkradziono bibliotekę, profanując nawet groby. Obnażone i okaleczone ciała zakonników pochowano dopiero w sobotę 18 lutego. O pochówek postarały się dwie szlachcianki: Maksymiliana, żona burgrabiego Adama ze Sternbergu i Anna, wdowa po wicekanclerzu królewskim Henryku Písnicy. Ciała franciszkanów pochowano w pobliżu bramy w krużgankach klasztornych.
W kwietniu 1611 sąd praski skazał czternastu napastników. Zostali straceni.

## Proces beatyfikacyjny
W pięć lat po męczeńskiej śmierci 14 braci praskich, arcybiskup Jan Lohelius (1549-1622) kazał ekshumować ich ciała i przenieść do wspólnego grobu w jednej z kaplic w kościele Matki Bożej Śnieżnej w Pradze. Okazało się, iż ciała zakonników uległy tylko niewielkiemu rozkładowi. Relikwie zachowały się w kaplicy – obecnie św. Michała – pod ołtarzem św. Piotra z Alkantary, który ufundowano w 2. poł. XVII w. Prywatny kult ze strony mieszkańców Pragi nigdy nie wygasł. Pierwsze kroki w celu przeprowadzenia procesu beatyfikacyjnego podjęto w latach 70. XVII w. Wciąż jednak napotykano na różnego rodzaju trudności. Kolejny proces prowadzony w latach 1907–1910 również nie doczekał się szczęśliwego zakończenia. Dopiero akta procesu diecezjalnego, przeprowadzonego w latach 1933–1944, udało się przesłać do Rzymu 13 października 1947. Wówczas doczesne szczątki męczenników ponownie ekshumowano i zbadano. Opisano również historię kultu. Sytuacja polityczna wpłynęła na zamrożenie prac związanych z procesem beatyfikacyjnym.
Kolejne starania podjęto w 1989. Proces beatyfikacyjny wznowiono w 1992. Za prace związane z przygotowaniem odpowiednich dokumentów procesowych odpowiedzialny był polski franciszkanin z Prowincji Wniebowzięcia NMP w Katowicach o. dr Polikarp Nowak OFM. W 2004 opublikowano w Rzymie Positio super Martyrio. Beatyfikacji w praskiej katedrze przewodniczył, 13 października 2012, prefekt watykańskiej Kongregacji do Spraw Świętych, kard. Angelo Amato.

## Lista męczenników
Wśród męczenników praskich było 4 Czechów, 4 Włochów, 3 Niemców, Hiszpan, Francuz i Holender:
- kapłani
  - Fryderyk Bachstein, wikary domu (pochodził z Horní Pěna koło Jindřichův Hradec)
  - Jan Martínez, ekonom (Hiszpan)
  - Szymon, jałmużnik (Francuz)
  - Bartłomiej Dalmasoni (Włoch z Ponte San Pietro)
- bracia zakonni
  - Krzysztof Zelt, starszy kucharz (Holender)
  - Jan Dydak
  - Emanuel, młodszy kucharz
  - Jan Bodeo
- seminarzyści (klerycy) i nowicjusze
  - Hieronim hrabia na Arese, diakon (Włoch)
  - Kasper Daverio, subdiakon (Włoch)
  - Jakub z Augsburga, minorysta (Niemiec)
  - Klemens ze Szwabii, minorysta (Niemiec)
  - Jan, nowicjusz
  - Antoni, nowicjusz